# Bakhtchyssaraï
Ne doit pas être confondu avec Bahçesaray.
Bakhtchyssaraï (en ukrainien : Бахчисарай ou Bakhtchissaraï (en russe : Бахчисарай) ; en tatar de Crimée : Bağçasaray ; en turc : Bahçesaray) est une ville de la république autonome de Crimée, en Ukraine ; c'est le chef-lieu du raïon de Bakhtchyssaraï. Son nom vient du persan « Palais des Jardins ». Elle est occupée par la Russie depuis 2014. Sa population s'élevait à 26 482 habitants en 2013.

## Géographie
Bakhtchyssaraï est située dans le sud de la péninsule de Crimée, à 29 km au sud-ouest de Simferopol et à 31 km au nord-est de Sébastopol.

## Histoire
Situé dans l'étroite vallée de la rivière Suruk Suv, Bakhtchyssaraï est connu comme un lieu d'habitation ancien, dont les premières traces de présence humaine dans la vallée remontent au Mésolithique.
Bakhtchyssaraï est mentionnée pour la première fois en 1502. La nouvelle résidence du khan de Crimée Sahib Ier Giray y est établie en 1532, les Tatars s'étant installés dans la région (après leur victoire contre les Génois et les Grecs pontins) à partir du XIVe siècle. Depuis lors, elle est la capitale du khanat de Crimée et le centre de la vie politique et culturelle du peuple tatar de Crimée turcophone. Après la victoire en 1783 de l'Empire russe, mettant fin à trois siècles de pouvoir tatar, dans l'ancienne Tauride, devenue la Nouvelle-Russie, elle est transformée en une ville ordinaire, après avoir perdu son rôle de centre administratif. Elle est alors la plus importante des trois villes de Crimée, et de population presque exclusivement tatare. Elle reste le centre culturel des Tatars de Crimée jusqu'à la déportation (Sürgün) ordonnée par Staline le 18 mai 1944.

## Population

### Démographie
Recensements (*) ou estimations de la population ;
| 1897*  | 1923* | 1926* | 1939*  | 1959*  |
| ------ | ----- | ----- | ------ | ------ |
| 12 759 | 6 837 | 9 547 | 10 884 | 10 852 |

| 1970*  | 1979*  | 1989*  | 2001*  | 2008   |
| ------ | ------ | ------ | ------ | ------ |
| 15 912 | 22 321 | 25 363 | 27 549 | 26 124 |

| 2009   | 2010   | 2011   | 2012   | 2013   |
| ------ | ------ | ------ | ------ | ------ |
| 26 067 | 26 144 | 26 215 | 26 363 | 26 482 |

### Nationalités
En 1930, la population comprenait 71 % de Tatars de Crimée, 17,7 % cent de Russes, 3 % de Juifs, 2 % de Grecs, 1,8 % d'Ukrainiens, etc.
Au début du XXIe siècle, la population est largement russophone, y compris les Tatars, dont certains sont revenus après les années 1990. Toutefois la Turquie est présente par les liens économiques et culturels qu'elle tisse avec cette population.

## Patrimoine
Bakhtchyssaraï possède le Hansaray, le seul palais des khans de Crimée subsistant et actuellement ouvert aux touristes.
La ville est connue pour ses liens romantiques avec le poème d'Alexandre Pouchkine, La Fontaine de Bakhtchissaraï (1823). Adam Mickiewicz a dédié l'un des poèmes de ses Sonnets de Crimée (1826) aux monuments de Bakhtchissaraï. Boris Assafiev a créé un célèbre ballet La Fontaine de Bakhtchissaraï d'après le poème de Pouchkine. L'ensemble de mosquées comporte en particulier la grande mosquée de Bakhtchyssaraï, et la mosquée Mollah-Moustafa-Djami.
À 2,5 km à l'est de Bakhtchyssaraï, se trouvent les ruines de l'ancienne ville fortifiée de Çufut Qale, longtemps habitée par les Karaïtes et qui comprenait des habitats troglodytiques, la Mosquée verte.

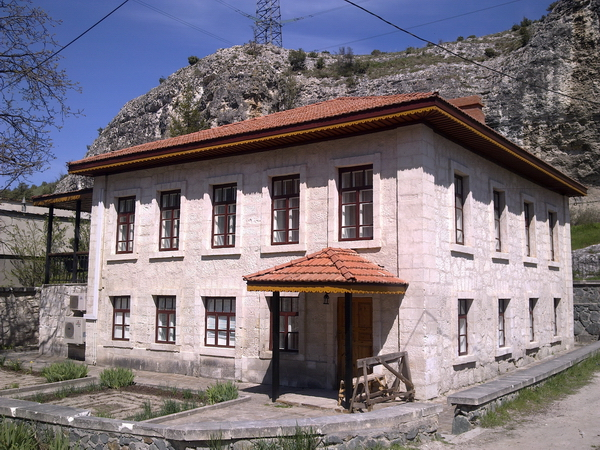
La maison musée de Terciman.
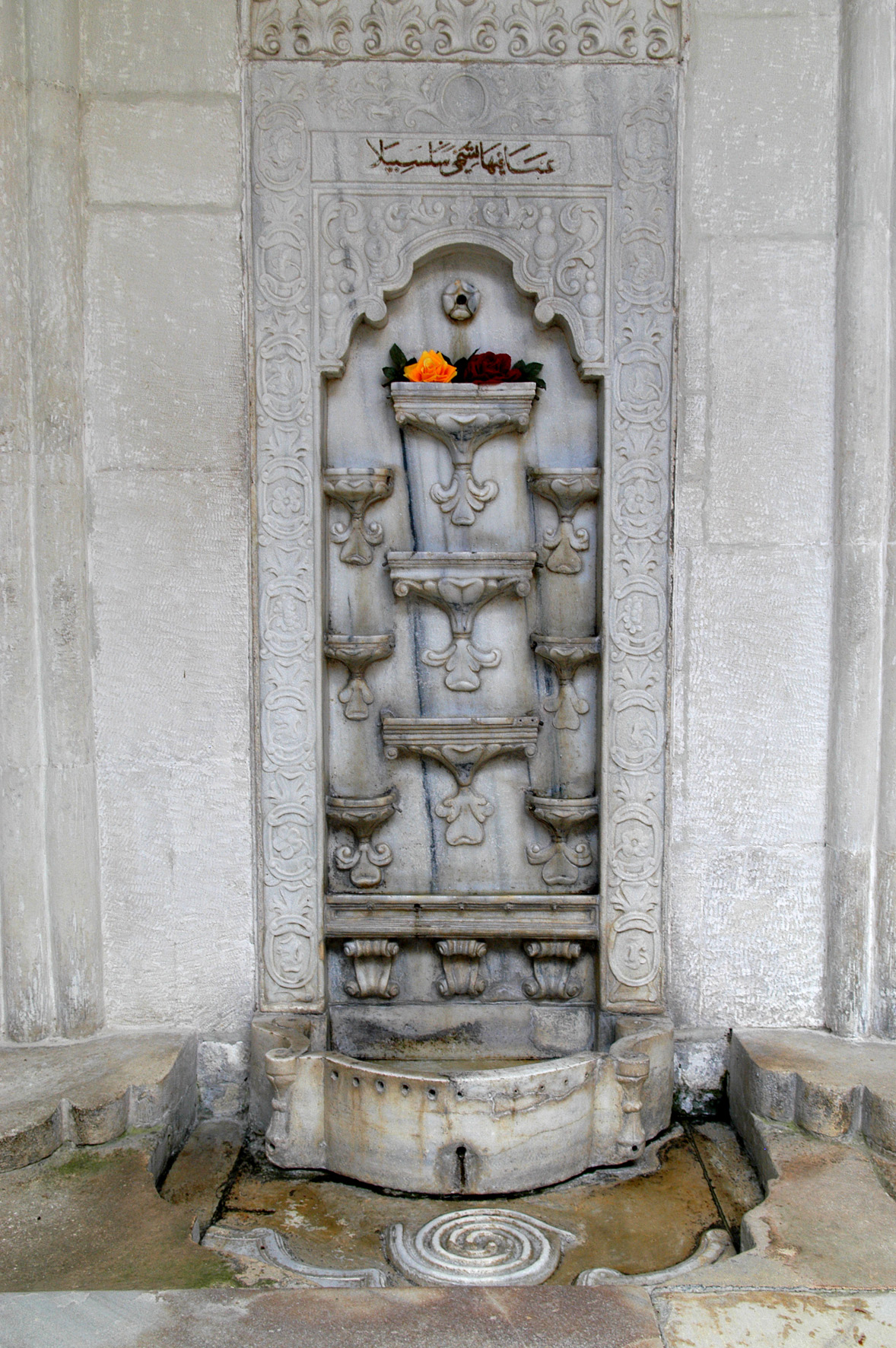
La Fontaine des Larmes au Hansaray.
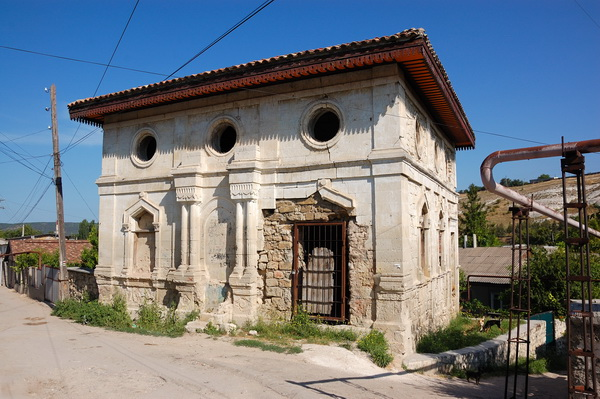
La Mosquée d'Ismi Khan Jami.
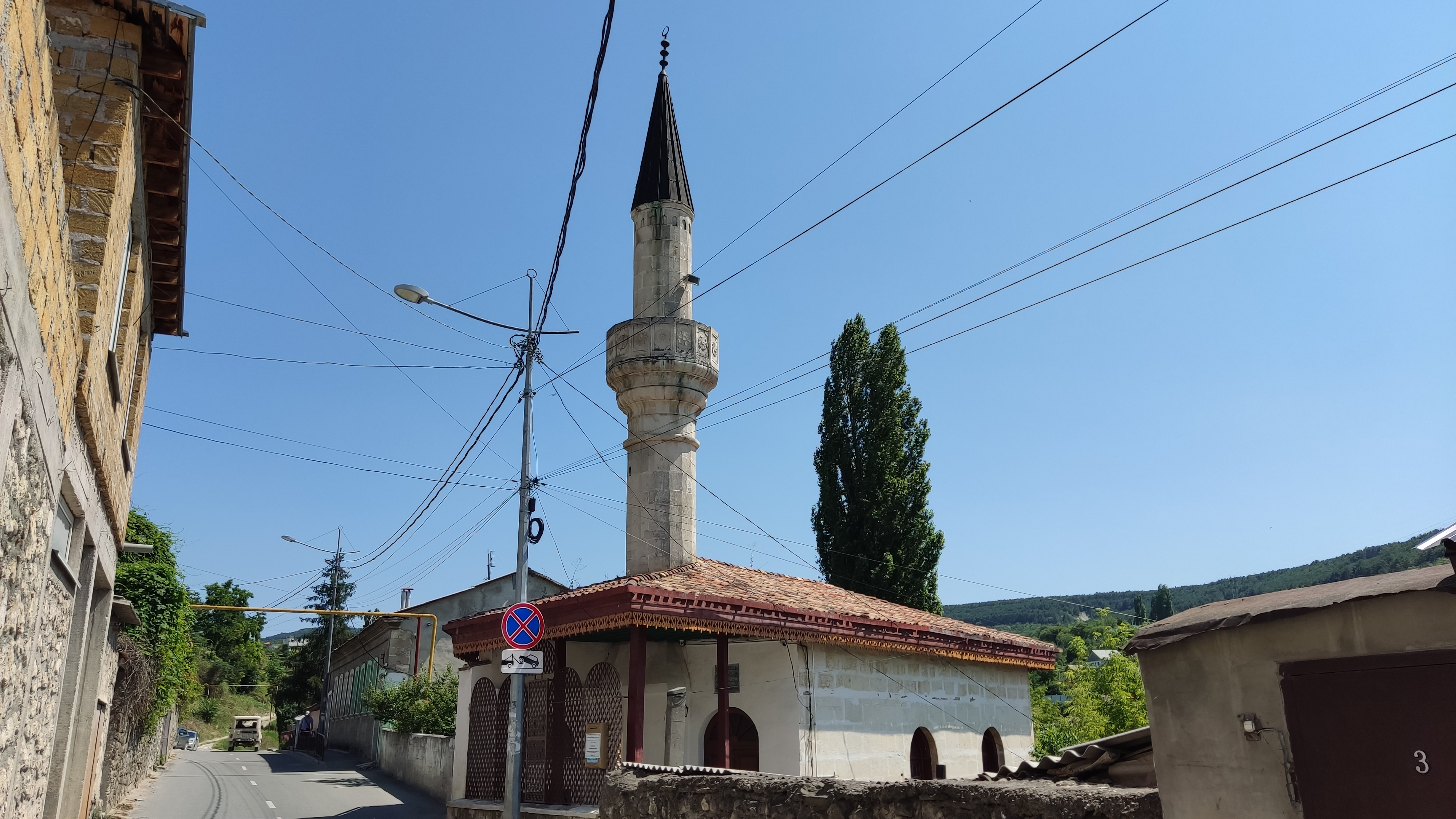
Mosquée Tahtali de Bakhtchyssaraï.
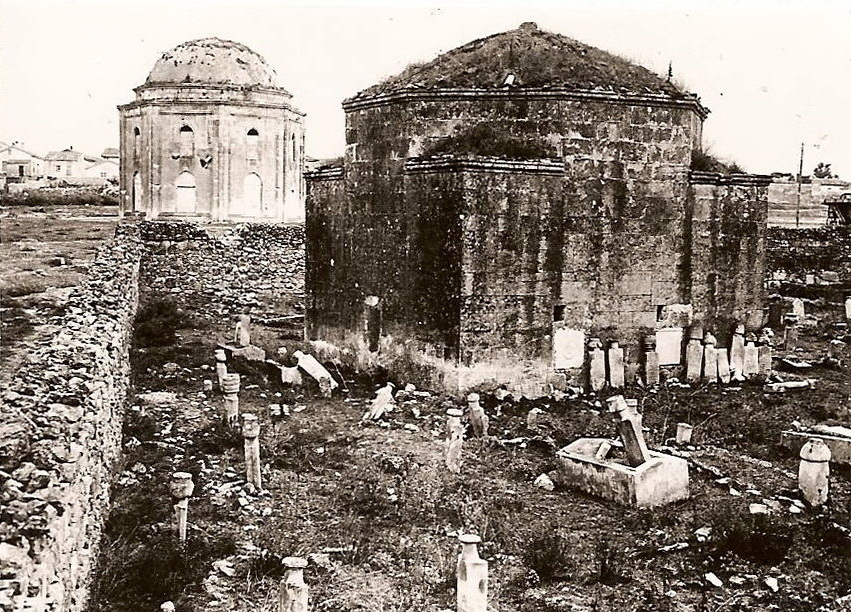
Mausolées de Ahmed bey et Mehmed II.
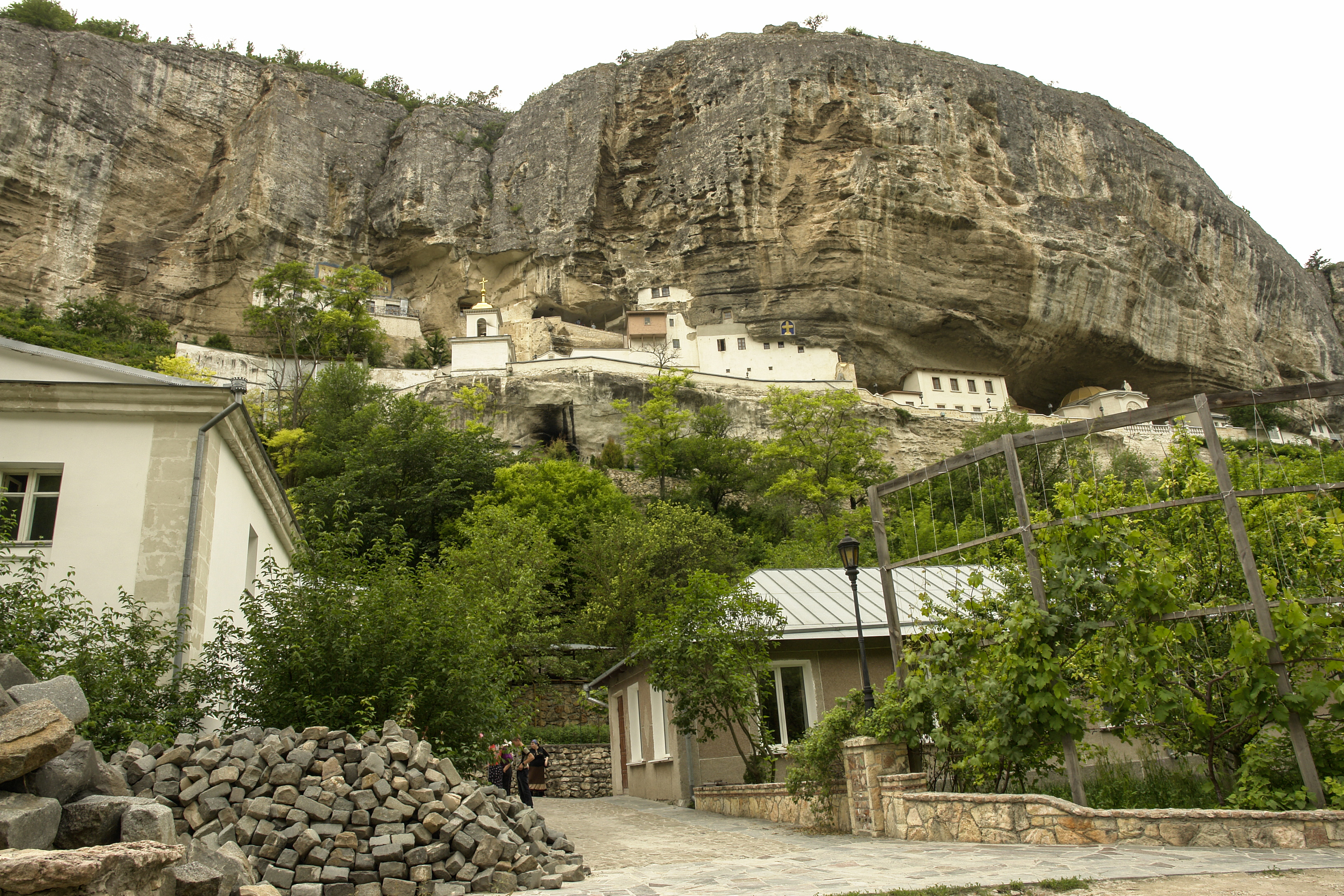
Le monastère troglodyte de Bakhtchyssaraï.

## Transports
Bakhtchyssaraï est traversée par la route M-26 et se trouve à mi-chemin entre Simferopol (32 km) et Sébastopol (30 km), la ville possède une gare ferroviaire.

## Personnalités liées
- Zühre Akçura qui repose à la Madrassa de Zincirli.